# 范汝増
范 汝増（はん じょぞう、Fan Ruzeng、1840年 - 1867年）は、太平天国の指導者の一人。
広西省出身。11歳の時に太平天国軍に加わる。1860年、浙江省厳州を占領。翌年には景徳鎮を占領し、安徽省祁門にある湘軍の司令部への補給路を断った。12月には戴王黄呈忠とともに浙江省寧波を占領し、首王の称号を与えられた。1862年5月に寧波で一律に関税を課し、アヘン貿易を厳禁し、租界を廃止したためイギリス軍の攻撃を招き、余姚に逃れた。9月には慈渓の戦いで常勝軍の指揮官フレデリック・タウンゼント・ウォードを戦死させた。
1864年、天京陥落の際には洪天貴福を護衛して逃れたが、その後北上して頼文光の軍と合流して捻軍の指導者の一人となった。1867年12月、山東省寿光で清軍に敗れ戦死した。